# Licaria crassifolia
Licaria crassifolia är en lagerväxtart som först beskrevs av Jean Louis Marie Poiret, och fick sitt nu gällande namn av P.L.R.Moraes. Licaria crassifolia ingår i släktet Licaria och familjen lagerväxter. Inga underarter finns listade i Catalogue of Life.